# Hadena melanoleuca
Hadena melanoleuca là một loài bướm đêm trong họ Noctuidae.